# Александровская волость (Александровский уезд)
Александровская волость — волость в составе Александровского уезда Владимирской губернии. Волостной центр и уездный город — город Александров. Упразднена в 1929 году.
Ныне территория Александровском районе Владимирской области.

## Состав волости
По данным на 1913 год входили 78 населённых пунктов
- Аксентьево
- Александров — волостной центр
- Александровская Подмонастырская Слобода (Гальяны)
- Афанасьево
- Бабицыно
- Бакшеево
- Березовка
- Большие Пастбища
- Бунаково
- Бурковка
- Бухары
- Валахово
- Варгашево
- Ведево
- Вески
- Володино
- Горбуниха
- Григорово
- Далматово
- Дичково
- Елькино
- Жуково
- Зубцово
- Иваньково
- Игнатьево
- Исаево
- Калинино
- Каринское
- Кашино
- Кобылино
- Колпаково
- Колычиха
- Копцево
- Копылиха
- Красная Роща
- Крутец
- Курганиха
- Кушец (Успенское)
- Мазалово
- Малые Пастбища
- Мамонова Слободка
- Машково
- Монастырёво
- Мошнино
- Наумово
- Недюревка
- Новинки Абрамовы
- Новинки Надоозерские
- Новинки Самаринские
- Новосёлка
- Охотино
- Панытино
- Пеньево
- Петрово
- Романово
- Рычково
- Рюминское
- Самарино
- Свинкино
- Селютинка
- Сивково Повлян.???
- Следнево
- Снопово
- Соколово
- Сорочкино = Сорокино (Александровский район)??
- Старая Слобода
- Степаньково
- Струнино
- Татьянино
- Темкино
- Тириново
- Топориха
- Федоровское
- Холопово
- Хохряковка
- Шаблыкино
- Шимоново
- Юренино

## История
Упразднена в 1929 году в связи с ликвидацией волостей, уездов и губерний. Большая часть вошла в состав Александровского района Александровского округа Ивановской Промышленной области.